# Liste des monuments historiques protégés en 1981
Cet article recense les monuments historiques français classés ou inscrits en 1981.

## Protections
| Édifice                                                                    | Commune                     | Département             | Région                     | Protection | Base Mérimée                         | Coordonnées                         | Image |
| -------------------------------------------------------------------------- | --------------------------- | ----------------------- | -------------------------- | ---------- | ------------------------------------ | ----------------------------------- | ----- |
| Lycée Lamartine                                                            | Belley                      | Ain                     | Auvergne-Rhône-Alpes       | inscrit    | « PA00116306 », notice no PA00116306 | 45° 45′ 43″ nord, 5° 41′ 06″ est    |       |
| Château de Montplaisant                                                    | Montagnat                   | Ain                     | Auvergne-Rhône-Alpes       | inscrit    | « PA00116428 », notice no PA00116428 | 46° 10′ 21″ nord, 5° 17′ 38″ est    |       |
| Hôtel de Condé                                                             | Montluel                    | Ain                     | Auvergne-Rhône-Alpes       | inscrit    | « PA00116434 », notice no PA00116434 | 45° 51′ 03″ nord, 5° 03′ 18″ est    |       |
| Ferme de Pérignat                                                          | Saint-Étienne-sur-Reyssouze | Ain                     | Auvergne-Rhône-Alpes       | classé     | « PA00116550 », notice no PA00116550 | 46° 24′ 47″ nord, 5° 01′ 20″ est    |       |
| Château de Varax                                                           | Saint-Paul-de-Varax         | Ain                     | Auvergne-Rhône-Alpes       | inscrit    | « PA00116562 », notice no PA00116562 | 46° 05′ 59″ nord, 5° 08′ 34″ est    |       |
| Ferme de Grandval                                                          | Saint-Trivier-de-Courtes    | Ain                     | Auvergne-Rhône-Alpes       | classé     | « PA00116571 », notice no PA00116571 | 46° 27′ 35″ nord, 5° 03′ 26″ est    |       |
| Château du Buisson                                                         | Brécy                       | Aisne                   | Hauts-de-France            | inscrit    | « PA00115553 », notice no PA00115553 | 49° 09′ 16″ nord, 3° 25′ 30″ est    |       |
| Hôtellerie du Dauphin                                                      | Laon                        | Aisne                   | Hauts-de-France            | inscrit    | « PA00115732 », notice no PA00115732 | 49° 33′ 52″ nord, 3° 37′ 23″ est    |       |
| Grotte du Bouillon                                                         | Vichel-Nanteuil             | Aisne                   | Hauts-de-France            | classé     | « PA00115973 », notice no PA00115973 |                                     |       |
| Château de Busset                                                          | Busset                      | Allier                  | Auvergne-Rhône-Alpes       | classé     | « PA00093029 », notice no PA00093029 | 46° 03′ 47″ nord, 3° 30′ 36″ est    |       |
| Église Saint-Nicolas                                                       | Chapelaude (La)             | Allier                  | Auvergne-Rhône-Alpes       | classé     | « PA00093038 », notice no PA00093038 | 46° 25′ 19″ nord, 2° 30′ 10″ est    |       |
| Église Saint-Blaise                                                        | Chareil-Cintrat             | Allier                  | Auvergne-Rhône-Alpes       | classé     | « PA00093044 », notice no PA00093044 | 46° 16′ 04″ nord, 3° 13′ 09″ est    |       |
| La Grosse Maison                                                           | Chevagnes                   | Allier                  | Auvergne-Rhône-Alpes       | inscrit    | « PA00093061 », notice no PA00093061 | 46° 36′ 42″ nord, 3° 33′ 01″ est    |       |
| Château de Bisseret                                                        | Lavault-Sainte-Anne         | Allier                  | Auvergne-Rhône-Alpes       | inscrit    | « PA00093134 », notice no PA00093134 | 46° 18′ 54″ nord, 2° 36′ 56″ est    |       |
| Château de la Guerche                                                      | Nassigny                    | Allier                  | Auvergne-Rhône-Alpes       | inscrit    | « PA00093238 », notice no PA00093238 | 46° 29′ 58″ nord, 2° 37′ 20″ est    |       |
| Château de Paray                                                           | Paray-le-Frésil             | Allier                  | Auvergne-Rhône-Alpes       | inscrit    | « PA00093251 », notice no PA00093251 | 46° 39′ 08″ nord, 3° 36′ 45″ est    |       |
| Château de Pouzy                                                           | Pouzy-Mésangy               | Allier                  | Auvergne-Rhône-Alpes       | inscrit    | « PA00093254 », notice no PA00093254 | 46° 42′ 36″ nord, 3° 00′ 19″ est    |       |
| Château de la Forêt                                                        | Ygrande                     | Allier                  | Auvergne-Rhône-Alpes       | inscrit    | « PA00093374 », notice no PA00093374 | 46° 32′ 22″ nord, 2° 57′ 11″ est    |       |
| Église Saint-Pons                                                          | Castellane                  | Alpes-de-Haute-Provence | Provence-Alpes-Côte d'Azur | classé     | « PA00080358 », notice no PA00080358 | 43° 48′ 50″ nord, 6° 33′ 02″ est    |       |
| Pont sur la Vaire                                                          | Le Fugeret                  | Alpes-de-Haute-Provence | Provence-Alpes-Côte d'Azur | inscrit    | « PA00080402 », notice no PA00080402 | 44° 00′ 15″ nord, 6° 38′ 24″ est    |       |
| Prieuré de Châteauneuf                                                     | Mane                        | Alpes-de-Haute-Provence | Provence-Alpes-Côte d'Azur | classé     | « PA00080417 », notice no PA00080417 | 43° 55′ 56″ nord, 5° 44′ 02″ est    |       |
| Chapelle Saint-Elzéar                                                      | Montfuron                   | Alpes-de-Haute-Provence | Provence-Alpes-Côte d'Azur | classé     | « PA00080435 », notice no PA00080435 | 43° 50′ 01″ nord, 5° 41′ 48″ est    |       |
| Église Saint-Sauveur et chapelle Saint-Jacques des Pénitents blancs        | Saorge                      | Alpes-Maritimes         | Provence-Alpes-Côte d'Azur | classé     | « PA00080856 », notice no PA00080856 | 43° 59′ 16″ nord, 7° 33′ 06″ est    |       |
| Couvent Sainte-Marie d'Annonay                                             | Annonay                     | Ardèche                 | Auvergne-Rhône-Alpes       | inscrit    | « PA00116626 », notice no PA00116626 | 45° 14′ 28″ nord, 4° 40′ 08″ est    |       |
| Château de Chazotte                                                        | Arlebosc                    | Ardèche                 | Auvergne-Rhône-Alpes       | inscrit    | « PA00116627 », notice no PA00116627 | 45° 02′ 15″ nord, 4° 39′ 36″ est    |       |
| Commanderie de Jalès                                                       | Berrias-et-Casteljau        | Ardèche                 | Auvergne-Rhône-Alpes       | inscrit    | « PA00116646 », notice no PA00116646 | 44° 22′ 31″ nord, 4° 12′ 00″ est    |       |
| Prieuré de Belvezet                                                        | Burzet                      | Ardèche                 | Auvergne-Rhône-Alpes       | inscrit    | « PA00116679 », notice no PA00116679 | 44° 44′ 38″ nord, 4° 14′ 35″ est    |       |
| Château de Craux                                                           | Genestelle                  | Ardèche                 | Auvergne-Rhône-Alpes       | classé     | « PA00116707 », notice no PA00116707 | 44° 42′ 40″ nord, 4° 22′ 24″ est    |       |
| Pont de Moulin sur Cance                                                   | Quintenas                   | Ardèche                 | Auvergne-Rhône-Alpes       | classé     | « PA00116877 », notice no PA00116877 | 45° 12′ 39″ nord, 4° 42′ 12″ est    |       |
| Château de Pampelonne                                                      | Saint-Martin-sur-Lavezon    | Ardèche                 | Auvergne-Rhône-Alpes       | inscrit    | « PA00116796 », notice no PA00116796 | 44° 37′ 57″ nord, 4° 39′ 50″ est    |       |
| Site médiéval de Salavas                                                   | Salavas                     | Ardèche                 | Auvergne-Rhône-Alpes       | inscrit    | « PA00116811 », notice no PA00116811 | 44° 23′ 39″ nord, 4° 22′ 34″ est    |       |
| Pont de Moulin sur Cance                                                   | Vernosc-lès-Annonay         | Ardèche                 | Auvergne-Rhône-Alpes       | classé     | « PA00116844 », notice no PA00116844 | 45° 12′ 39″ nord, 4° 42′ 12″ est    |       |
| Château de Vaussèche                                                       | Vernoux-en-Vivarais         | Ardèche                 | Auvergne-Rhône-Alpes       | classé     | « PA00116845 », notice no PA00116845 | 44° 54′ 21″ nord, 4° 36′ 59″ est    |       |
| Hôtel de Barruel                                                           | Villeneuve-de-Berg          | Ardèche                 | Auvergne-Rhône-Alpes       | inscrit    | « PA00116849 », notice no PA00116849 | 44° 33′ 24″ nord, 4° 30′ 06″ est    |       |
| Vieux moulin                                                               | Charleville-Mézières        | Ardennes                | Grand Est                  | classé     | « PA00078419 », notice no PA00078419 | 49° 46′ 33″ nord, 4° 43′ 19″ est    |       |
| Château de Rocan                                                           | Chéhéry                     | Ardennes                | Grand Est                  | inscrit    | « PA00078421 », notice no PA00078421 | 49° 38′ 09″ nord, 4° 52′ 01″ est    |       |
| Fortifications de Rocroi                                                   | Rocroi                      | Ardennes                | Grand Est                  | classé     | « PA00078491 », notice no PA00078491 | 49° 55′ 31″ nord, 4° 31′ 14″ est    |       |
| Église Saint-Étienne de Servion                                            | Rouvroy-sur-Audry           | Ardennes                | Grand Est                  | inscrit    | « PA00078493 », notice no PA00078493 | 49° 47′ 03″ nord, 4° 29′ 58″ est    |       |
| Halle de Saint-Jean-aux-Bois                                               | Saint-Jean-aux-Bois         | Ardennes                | Grand Est                  | classé     | « PA00078499 », notice no PA00078499 | 49° 43′ 27″ nord, 4° 18′ 27″ est    |       |
| Immeuble                                                                   | Sedan                       | Ardennes                | Grand Est                  | inscrit    | « PA00078521 », notice no PA00078521 | 49° 41′ 59″ nord, 4° 57′ 01″ est    |       |
| Église Saint-Julien-de-Brioude                                             | Saint-Julien-les-Villas     | Aube                    | Grand Est                  | inscrit    | « PA00078218 », notice no PA00078218 | 48° 16′ 23″ nord, 4° 05′ 58″ est    |       |
| Château                                                                    | Vendeuvre-sur-Barse         | Aube                    | Grand Est                  | classé     | « PA00078296 », notice no PA00078296 | 48° 14′ 14″ nord, 4° 28′ 21″ est    |       |
| Abbaye de Clairvaux                                                        | Ville-sous-la-Ferté         | Aube                    | Grand Est                  | classé     | « PA00078313 », notice no PA00078313 | 48° 08′ 49″ nord, 4° 47′ 10″ est    |       |
| Tour de Balayard                                                           | Fleury                      | Aude                    | Occitanie                  | inscrit    | « PA00102690 », notice no PA00102690 | 43° 13′ 46″ nord, 3° 08′ 07″ est    |       |
| Église Notre-Dame                                                          | Puichéric                   | Aude                    | Occitanie                  | classé     | « PA00102869 », notice no PA00102869 | 43° 13′ 28″ nord, 2° 37′ 28″ est    |       |
| Prieuré du Sauvage                                                         | Balsac                      | Aveyron                 | Occitanie                  | inscrit    | « PA00093961 », notice no PA00093961 | 44° 23′ 06″ nord, 2° 27′ 19″ est    |       |
| Chapelle du château de Roquelaure                                          | Lassouts                    | Aveyron                 | Occitanie                  | classé     | « PA00094045 », notice no PA00094045 | 44° 29′ 34″ nord, 2° 49′ 20″ est    |       |
| Château de Larguiès                                                        | Salles-Curan                | Aveyron                 | Occitanie                  | inscrit    | « PA00094170 », notice no PA00094170 | 44° 11′ 37″ nord, 2° 48′ 02″ est    |       |
| Ferme Jacob                                                                | Buswiller                   | Bas-Rhin                | Grand Est                  | inscrit    | « PA00084663 », notice no PA00084663 | 48° 49′ 10″ nord, 7° 33′ 32″ est    |       |
| Maison natale de Sainte-Odile                                              | Obernai                     | Bas-Rhin                | Grand Est                  | classé     | « PA00084854 », notice no PA00084854 | 48° 27′ 45″ nord, 7° 28′ 44″ est    |       |
| École supérieure des arts décoratifs                                       | Strasbourg                  | Bas-Rhin                | Grand Est                  | inscrit    | « PA00085023 », notice no PA00085023 | 48° 34′ 57″ nord, 7° 45′ 33″ est    |       |
| Église Saint-Pierre-le-Vieux                                               | Strasbourg                  | Bas-Rhin                | Grand Est                  | inscrit    | « PA00085031 », notice no PA00085031 | 48° 34′ 58″ nord, 7° 44′ 23″ est    |       |
| Maison                                                                     | Vendenheim                  | Bas-Rhin                | Grand Est                  | inscrit    | « PA00085207 », notice no PA00085207 | 48° 40′ 12″ nord, 7° 42′ 36″ est    |       |
| Théâtre du Jeu de Paume                                                    | Aix-en-Provence             | Bouches-du-Rhône        | Provence-Alpes-Côte d'Azur | inscrit    | « PA00081107 », notice no PA00081107 | 43° 31′ 38″ nord, 5° 27′ 13″ est    |       |
| Résidence des archevêques d'Aix                                            | Jouques                     | Bouches-du-Rhône        | Provence-Alpes-Côte d'Azur | classé     | « PA00081295 », notice no PA00081295 | 43° 38′ 15″ nord, 5° 38′ 13″ est    |       |
| Maison Gaston Castel                                                       | Marseille                   | Bouches-du-Rhône        | Provence-Alpes-Côte d'Azur | inscrit    | « PA00081362 », notice no PA00081362 | 43° 17′ 56″ nord, 5° 23′ 23″ est    |       |
| Motte féodale de la Cour des Domaines                                      | Gerrots                     | Calvados                | Normandie                  | classé     | « PA00111362 », notice no PA00111362 | 49° 11′ 26″ nord, 0° 00′ 39″ est    |       |
| Manoir Saint-Jean                                                          | Mathieu                     | Calvados                | Normandie                  | inscrit    | « PA00111530 », notice no PA00111530 | 49° 15′ 22″ nord, 0° 22′ 13″ ouest  |       |
| Abbaye de Sainte-Barbe-en-Auge                                             | Mézidon-Canon               | Calvados                | Normandie                  | inscrit    | « PA00111549 », notice no PA00111549 | 49° 04′ 53″ nord, 0° 03′ 16″ ouest  |       |
| Château de la Trémolière                                                   | Anglards-de-Salers          | Cantal                  | Auvergne-Rhône-Alpes       | classé     | « PA00093438 », notice no PA00093438 | 45° 12′ 22″ nord, 2° 26′ 27″ est    |       |
| Château de Ruynes                                                          | Ruynes-en-Margeride         | Cantal                  | Auvergne-Rhône-Alpes       | inscrit    | « PA00093591 », notice no PA00093591 | 44° 59′ 57″ nord, 3° 13′ 31″ est    |       |
| Église Saint-Maclou d'Ars                                                  | Ars                         | Charente                | Nouvelle-Aquitaine         | classé     | « PA00104232 », notice no PA00104232 | 45° 38′ 34″ nord, 0° 22′ 54″ ouest  |       |
| Église Saint-Amant de Saint-Amant-de-Bonnieure                             | Saint-Amant-de-Bonnieure    | Charente                | Nouvelle-Aquitaine         | classé     | « PA00104485 », notice no PA00104485 | 45° 51′ 08″ nord, 0° 17′ 39″ est    |       |
| Maison de Richelieu                                                        | Marennes                    | Charente-Maritime       | Nouvelle-Aquitaine         | classé     | « PA00104790 », notice no PA00104790 | 45° 49′ 20″ nord, 1° 06′ 27″ ouest  |       |
| Château de Bonnemie                                                        | Saint-Pierre-d'Oléron       | Charente-Maritime       | Nouvelle-Aquitaine         | inscrit    | « PA00105215 », notice no PA00105215 | 45° 56′ 38″ nord, 1° 18′ 58″ ouest  |       |
| Château de Villiers                                                        | Chassy                      | Cher                    | Centre-Val de Loire        | inscrit    | « PA00096763 », notice no PA00096763 | 47° 01′ 52″ nord, 2° 50′ 30″ est    |       |
| Château de Lauroy                                                          | Clémont                     | Cher                    | Centre-Val de Loire        | inscrit    | « PA00096773 », notice no PA00096773 | 47° 33′ 58″ nord, 2° 18′ 54″ est    |       |
| Château de Beaujeu                                                         | Sens-Beaujeu                | Cher                    | Centre-Val de Loire        | inscrit    | « PA00096906 », notice no PA00096906 | 47° 19′ 30″ nord, 2° 42′ 04″ est    |       |
| Église Saint-Ursin de Serruelles                                           | Serruelles                  | Cher                    | Centre-Val de Loire        | inscrit    | « PA00096907 », notice no PA00096907 | 46° 53′ 18″ nord, 2° 23′ 01″ est    |       |
| Château de Bigny                                                           | Vallenay                    | Cher                    | Centre-Val de Loire        | inscrit    | « PA00096916 », notice no PA00096916 | 46° 47′ 03″ nord, 2° 24′ 20″ est    |       |
| Gisement préhistorique Bouffia Bonneval                                    | La Chapelle-aux-Saints      | Corrèze                 | Nouvelle-Aquitaine         | inscrit    | « PA00099709 », notice no PA00099709 | 44° 59′ 14″ nord, 1° 43′ 25″ est    |       |
| Château de la Johannie                                                     | Curemonte                   | Corrèze                 | Nouvelle-Aquitaine         | inscrit    | « PA00099754 », notice no PA00099754 | 45° 00′ 00″ nord, 1° 44′ 34″ est    |       |
| Château de Saint-Priest-de-Gimel                                           | Saint-Priest-de-Gimel       | Corrèze                 | Nouvelle-Aquitaine         | inscrit    | « PA00099875 », notice no PA00099875 | 45° 18′ 00″ nord, 1° 51′ 49″ est    |       |
| Arca de Zévaco                                                             | Zévaco                      | Corse-du-Sud            | Corse                      | classé     | « PA00099124 », notice no PA00099124 | 41° 53′ 26″ nord, 9° 02′ 56″ est    |       |
| Église de Zigliara                                                         | Zigliara                    | Corse-du-Sud            | Corse                      | inscrit    | « PA00099125 », notice no PA00099125 | 41° 50′ 47″ nord, 8° 59′ 43″ est    |       |
| Hospice Saint-Pierre                                                       | Arnay-le-Duc                | Côte-d'Or               | Bourgogne-Franche-Comté    | inscrit    | « PA00112064 », notice no PA00112064 | 47° 08′ 04″ nord, 4° 29′ 09″ est    |       |
| Fontaine                                                                   | Baulme-la-Roche             | Côte-d'Or               | Bourgogne-Franche-Comté    | classé     | « PA00112097 », notice no PA00112097 | 47° 20′ 49″ nord, 4° 47′ 55″ est    |       |
| Abbaye de la Bussière                                                      | La Bussière-sur-Ouche       | Côte-d'Or               | Bourgogne-Franche-Comté    | classé     | « PA00112167 », notice no PA00112167 | 47° 13′ 01″ nord, 4° 43′ 12″ est    |       |
| Église Saint-Pierre                                                        | Corgoloin                   | Côte-d'Or               | Bourgogne-Franche-Comté    | inscrit    | « PA00112226 », notice no PA00112226 | 47° 05′ 03″ nord, 4° 54′ 52″ est    |       |
| Château de Missery                                                         | Missery                     | Côte-d'Or               | Bourgogne-Franche-Comté    | classé     | « PA00112544 », notice no PA00112544 | 47° 18′ 32″ nord, 4° 22′ 16″ est    |       |
| Chapelle de Botlézan                                                       | Bégard                      | Côtes-d'Armor           | Bretagne                   | classé     | « PA00089018 », notice no PA00089018 | 48° 37′ 19″ nord, 3° 19′ 32″ ouest  |       |
| Couvent des Bénédictines                                                   | Dinan                       | Côtes-d'Armor           | Bretagne                   | inscrit    | « PA00089072 », notice no PA00089072 | 48° 27′ 06″ nord, 2° 02′ 33″ ouest  |       |
| Château de Coat-Couraval                                                   | Glomel                      | Côtes-d'Armor           | Bretagne                   | classé     | « PA00089159 », notice no PA00089159 | 48° 12′ 16″ nord, 3° 21′ 21″ ouest  |       |
| Église Saint-Gal                                                           | Langast                     | Côtes-d'Armor           | Bretagne                   | classé     | « PA00089245 », notice no PA00089245 | 48° 16′ 49″ nord, 2° 39′ 45″ ouest  |       |
| Forges des Salles                                                          | Perret Sainte-Brigitte      | Côtes-d'Armor           | Bretagne                   | inscrit    | « PA00089378 », notice no PA00089378 | 48° 12′ 00″ nord, 3° 07′ 32″ ouest  |       |
| Allée couverte de Bel Evan                                                 | Plouër-sur-Rance            | Côtes-d'Armor           | Bretagne                   | inscrit    | « PA00089473 », notice no PA00089473 | 48° 31′ 38″ nord, 2° 01′ 57″ ouest  |       |
| Chapelle Saint-Gonéry de Plougras                                          | Plougras                    | Côtes-d'Armor           | Bretagne                   | inscrit    | « PA00089479 », notice no PA00089479 | 48° 30′ 40″ nord, 3° 33′ 23″ ouest  |       |
| Fontaine des Carmes                                                        | Quintin                     | Côtes-d'Armor           | Bretagne                   | classé     | « PA00089556 », notice no PA00089556 | 48° 24′ 16″ nord, 2° 54′ 50″ ouest  |       |
| Église Saint-Pierre-et-Saint-Paul de Gioux                                 | Gioux                       | Creuse                  | Nouvelle-Aquitaine         | inscrit    | « PA00100081 », notice no PA00100081 | 45° 48′ 42″ nord, 2° 07′ 21″ est    |       |
| Abbaye des Ternes                                                          | Pionnat                     | Creuse                  | Nouvelle-Aquitaine         | inscrit    | « PA00100129 », notice no PA00100129 | 46° 10′ 08″ nord, 2° 02′ 44″ est    |       |
| Monument funéraire de Pierre-Victor Loth                                   | Saint-Maixant               | Creuse                  | Nouvelle-Aquitaine         | inscrit    | « PA00100171 », notice no PA00100171 | 45° 59′ 31″ nord, 2° 12′ 05″ est    |       |
| Manoir de Pech Godou                                                       | Belvès                      | Dordogne                | Nouvelle-Aquitaine         | inscrit    | « PA00082367 », notice no PA00082367 | 44° 45′ 10″ nord, 1° 00′ 39″ est    |       |
| Château du Thon                                                            | Bézenac                     | Dordogne                | Nouvelle-Aquitaine         | inscrit    | « PA00082385 », notice no PA00082385 | 44° 50′ 28″ nord, 1° 05′ 15″ est    |       |
| Château de Puymarteau                                                      | Brantôme                    | Dordogne                | Nouvelle-Aquitaine         | inscrit    | « PA00082405 », notice no PA00082405 | 45° 21′ 56″ nord, 0° 39′ 34″ est    |       |
| Église Saint-Jean-Baptiste de Comberanche                                  | Comberanche-et-Épeluche     | Dordogne                | Nouvelle-Aquitaine         | inscrit    | « PA00082493 », notice no PA00082493 | 45° 16′ 31″ nord, 0° 16′ 44″ est    |       |
| Dolmen d'Eylias                                                            | Eymet                       | Dordogne                | Nouvelle-Aquitaine         | inscrit    | « PA00082530 », notice no PA00082530 | 44° 41′ 22″ nord, 0° 23′ 43″ est    |       |
| Grotte dite Sous le Grand Lac                                              | Meyrals                     | Dordogne                | Nouvelle-Aquitaine         | inscrit    | « PA00082645 », notice no PA00082645 | 44° 55′ 39″ nord, 1° 04′ 19″ est    |       |
| Église Saint-Marc                                                          | Montagnac-d'Auberoche       | Dordogne                | Nouvelle-Aquitaine         | inscrit    | « PA00082684 », notice no PA00082684 | 45° 11′ 14″ nord, 0° 57′ 21″ est    |       |
| Ancien couvent de l'Ordre de Notre-Dame                                    | Sarlat-la-Canéda            | Dordogne                | Nouvelle-Aquitaine         | classé     | « PA00082925 », notice no PA00082925 | 44° 53′ 25″ nord, 1° 13′ 09″ est    |       |
| Partie subsistante du cimetière Saint-Benoît, enfeus et lanterne des morts | Sarlat-la-Canéda            | Dordogne                | Nouvelle-Aquitaine         | classé     | « PA00082924 », notice no PA00082924 | 44° 53′ 20″ nord, 1° 13′ 04″ est    |       |
| Grotte de la Forêt                                                         | Tursac                      | Dordogne                | Nouvelle-Aquitaine         | classé     | « PA00083041 », notice no PA00083041 | 44° 58′ 38″ nord, 1° 03′ 13″ est    |       |
| Café du Commerce                                                           | Besançon                    | Doubs                   | Bourgogne-Franche-Comté    | inscrit    | « PA00101460 », notice no PA00101460 | 47° 14′ 19″ nord, 6° 01′ 31″ est    |       |
| Église Saint-Jean-Baptiste de Chapelle-des-Bois                            | Chapelle-des-Bois           | Doubs                   | Bourgogne-Franche-Comté    | inscrit    | « PA00101622 », notice no PA00101622 | 46° 35′ 51″ nord, 6° 06′ 51″ est    |       |
| Ferme                                                                      | Grand'Combe-Châteleu        | Doubs                   | Bourgogne-Franche-Comté    | inscrit    | « PA00101649 », notice no PA00101649 | 47° 01′ 25″ nord, 6° 33′ 59″ est    |       |
| Fontaine-lavoir d'Hyèvre-Paroisse                                          | Hyèvre-Paroisse             | Doubs                   | Bourgogne-Franche-Comté    | inscrit    | « PA00101655 », notice no PA00101655 | 47° 22′ 18″ nord, 6° 25′ 51″ est    |       |
| Couvent des Minimes d'Ornans                                               | Ornans                      | Doubs                   | Bourgogne-Franche-Comté    | inscrit    | « PA00101699 », notice no PA00101699 | 47° 06′ 11″ nord, 6° 09′ 16″ est    |       |
| Presbytère de Bathernay                                                    | Bathernay                   | Drôme                   | Auvergne-Rhône-Alpes       | inscrit    | « PA00116888 », notice no PA00116888 | 45° 10′ 47″ nord, 4° 59′ 42″ est    |       |
| Chapelle de la Visitation de Crest                                         | Crest                       | Drôme                   | Auvergne-Rhône-Alpes       | inscrit    | « PA00116923 », notice no PA00116923 | 44° 43′ 49″ nord, 5° 01′ 19″ est    |       |
| Immeuble Labretonnière                                                     | Crest                       | Drôme                   | Auvergne-Rhône-Alpes       | inscrit    | « PA00116928 », notice no PA00116928 | 44° 43′ 40″ nord, 5° 01′ 19″ est    |       |
| Ancienne gendarmerie de Donzère                                            | Donzère                     | Drôme                   | Auvergne-Rhône-Alpes       | inscrit    | « PA00116942 », notice no PA00116942 | 44° 26′ 38″ nord, 4° 42′ 46″ est    |       |
| Commanderie de Lachal                                                      | Épinouze                    | Drôme                   | Auvergne-Rhône-Alpes       | inscrit    | « PA00116944 », notice no PA00116944 | 45° 18′ 35″ nord, 4° 55′ 21″ est    |       |
| Château de Lalo                                                            | Espeluche                   | Drôme                   | Auvergne-Rhône-Alpes       | inscrit    | « PA00116945 », notice no PA00116945 | 44° 32′ 29″ nord, 4° 48′ 50″ est    |       |
| Banc de justice d'Espeluche                                                | Espeluche                   | Drôme                   | Auvergne-Rhône-Alpes       | classé     | « PA00116946 », notice no PA00116946 | 44° 30′ 55″ nord, 4° 49′ 26″ est    |       |
| Hôtel de Chabrillan                                                        | Montélimar                  | Drôme                   | Auvergne-Rhône-Alpes       | inscrit    | « PA00116990 », notice no PA00116990 | 44° 33′ 37″ nord, 4° 45′ 07″ est    |       |
| Immeuble                                                                   | Romans-sur-Isère            | Drôme                   | Auvergne-Rhône-Alpes       | inscrit    | « PA00117034 », notice no PA00117034 | 45° 02′ 35″ nord, 5° 02′ 56″ est    |       |
| Hôtel du Puy de Peyrins, dit aussi du Puy-Montbrun (ancien)                | Romans-sur-Isère            | Drôme                   | Auvergne-Rhône-Alpes       | inscrit    | « PA00117032 », notice no PA00117032 | 45° 02′ 34″ nord, 5° 03′ 10″ est    |       |
| Hôtel de Coursac                                                           | Romans-sur-Isère            | Drôme                   | Auvergne-Rhône-Alpes       | inscrit    | « PA00117030 », notice no PA00117030 | 45° 02′ 34″ nord, 5° 02′ 55″ est    |       |
| Hôtel Thomé (ancien)                                                       | Romans-sur-Isère            | Drôme                   | Auvergne-Rhône-Alpes       | inscrit    | « PA00117033 », notice no PA00117033 | 45° 02′ 35″ nord, 5° 03′ 08″ est    |       |
| Immeuble                                                                   | Romans-sur-Isère            | Drôme                   | Auvergne-Rhône-Alpes       | inscrit    | « PA00117035 », notice no PA00117035 | 45° 02′ 34″ nord, 5° 02′ 55″ est    |       |
| Maison                                                                     | Romans-sur-Isère            | Drôme                   | Auvergne-Rhône-Alpes       | inscrit    | « PA00117039 », notice no PA00117039 | 45° 02′ 35″ nord, 5° 03′ 03″ est    |       |
| relais de poste aux chevaux (ancien)                                       | Saulce-sur-Rhône            | Drôme                   | Auvergne-Rhône-Alpes       | inscrit    | « PA00117066 », notice no PA00117066 | 44° 42′ 08″ nord, 4° 47′ 55″ est    |       |
| Chapelle funéraire des Seigneurs de la Baume (ancienne)                    | Suze-la-Rousse              | Drôme                   | Auvergne-Rhône-Alpes       | inscrit    | « PA00117071 », notice no PA00117071 | 44° 17′ 23″ nord, 4° 50′ 08″ est    |       |
| Hôtel de Pampelonne (ancien)                                               | Valence                     | Drôme                   | Auvergne-Rhône-Alpes       | inscrit    | « PA00117091 », notice no PA00117091 | 44° 55′ 58″ nord, 4° 53′ 29″ est    |       |
| Église Saint-Médard de Brunoy                                              | Brunoy                      | Essonne                 | Île-de-France              | classé     | « PA00087836 », notice no PA00087836 | 48° 41′ 51″ nord, 2° 30′ 11″ est    |       |
| Château de Chamarande                                                      | Chamarande                  | Essonne                 | Île-de-France              | classé     | « PA00087855 », notice no PA00087855 | 48° 30′ 46″ nord, 2° 13′ 15″ est    |       |
| Église Saint-Étienne de Courances                                          | Courances                   | Essonne                 | Île-de-France              | inscrit    | « PA00087872 », notice no PA00087872 | 48° 26′ 23″ nord, 2° 28′ 27″ est    |       |
| Hôtel Anne de Pisseleu                                                     | Étampes                     | Essonne                 | Île-de-France              | classé     | « PA00087896 », notice no PA00087896 | 48° 26′ 06″ nord, 2° 09′ 43″ est    |       |
| Ferme de Vignay                                                            | Gironville-sur-Essonne      | Essonne                 | Île-de-France              | inscrit    | « PA00087918 », notice no PA00087918 | 48° 21′ 29″ nord, 2° 20′ 13″ est    |       |
| Église Saint-Gervais-et-Saint-Protais de Guillerval                        | Guillerval                  | Essonne                 | Île-de-France              | inscrit    | « PA00087921 », notice no PA00087921 | 48° 21′ 51″ nord, 2° 05′ 57″ est    |       |
| Château de Janvry                                                          | Janvry                      | Essonne                 | Île-de-France              | inscrit    | « PA00087927 », notice no PA00087927 | 48° 38′ 50″ nord, 2° 09′ 15″ est    |       |
| Fontaine Budé                                                              | Yerres                      | Essonne                 | Île-de-France              | inscrit    | « PA00088051 », notice no PA00088051 | 48° 42′ 53″ nord, 2° 29′ 29″ est    |       |
| Château de Villebon                                                        | Villebon                    | Eure-et-Loir            | Centre-Val de Loire        | inscrit    | « PA00097237 », notice no PA00097237 | 48° 23′ 27″ nord, 1° 12′ 25″ est    |       |
| Manoir de Tronjoly                                                         | Cléder                      | Finistère               | Bretagne                   | classé     | « PA00089876 », notice no PA00089876 | 48° 40′ 26″ nord, 4° 07′ 14″ ouest  |       |
| Château de Maillé                                                          | Plounévez-Lochrist          | Finistère               | Bretagne                   | classé     | « PA00090263 », notice no PA00090263 | 48° 37′ 20″ nord, 4° 10′ 08″ ouest  |       |
| Allée couverte de Moulin René                                              | Pont-Aven                   | Finistère               | Bretagne                   | inscrit    | « PA00090286 », notice no PA00090286 | 47° 54′ 01″ nord, 3° 46′ 00″ ouest  |       |
| Ermitage Notre-Dame-du-Saint-Sépulcre                                      | Cavillargues                | Gard                    | Occitanie                  | inscrit    | « PA00103041 », notice no PA00103041 | 44° 07′ 21″ nord, 4° 32′ 05″ est    |       |
| Église de la Dormition de Peyremale                                        | Peyremale                   | Gard                    | Occitanie                  | inscrit    | « PA00103156 », notice no PA00103156 | 44° 18′ 10″ nord, 4° 04′ 02″ est    |       |
| Palais épiscopal                                                           | Uzès                        | Gard                    | Occitanie                  | classé     | « PA00103256 », notice no PA00103256 | 44° 00′ 45″ nord, 4° 25′ 21″ est    |       |
| Hôtel du Prince de Conti                                                   | Villeneuve-lès-Avignon      | Gard                    | Occitanie                  | classé     | « PA00103308 », notice no PA00103308 | 43° 57′ 55″ nord, 4° 47′ 47″ est    |       |
| Château de Mazères                                                         | Barran                      | Gers                    | Occitanie                  | inscrit    | « PA00094723 », notice no PA00094723 | 43° 38′ 51″ nord, 0° 24′ 30″ est    |       |
| Chapelle Saint-Jean de Las Monges                                          | Escornebœuf                 | Gers                    | Occitanie                  | inscrit    | « PA00094794 », notice no PA00094794 | 43° 38′ 25″ nord, 0° 52′ 55″ est    |       |
| Château de L'Isle-de-Noé                                                   | L'Isle-de-Noé               | Gers                    | Occitanie                  | classé     | « PA00094812 », notice no PA00094812 | 43° 35′ 11″ nord, 0° 24′ 51″ est    |       |
| Château de Lau                                                             | Laujuzan                    | Gers                    | Occitanie                  | inscrit    | « PA00094835 », notice no PA00094835 | 43° 47′ 09″ nord, 0° 06′ 21″ ouest  |       |
| Château de Monbrun                                                         | Monbrun                     | Gers                    | Occitanie                  | classé     | « PA00094866 », notice no PA00094866 | 43° 39′ 50″ nord, 1° 01′ 19″ est    |       |
| Abbaye de Flaran                                                           | Valence-sur-Baïse           | Gers                    | Occitanie                  | inscrit    | « PA00094955 », notice no PA00094955 | 43° 53′ 24″ nord, 0° 22′ 25″ est    |       |
| Église Saint-Jean-Baptiste de Monprimblanc                                 | Monprimblanc                | Gironde                 | Nouvelle-Aquitaine         | inscrit    | « PA00083636 », notice no PA00083636 | 44° 37′ 29″ nord, 0° 16′ 19″ ouest  |       |
| Château du Bourdieu                                                        | Saint-Médard-en-Jalles      | Gironde                 | Nouvelle-Aquitaine         | inscrit    | « PA00083785 », notice no PA00083785 | 44° 53′ 45″ nord, 0° 42′ 51″ ouest  |       |
| Habitation Muscade                                                         | Bouillante                  | Guadeloupe              | Guadeloupe                 | classé     | « PA00105855 », notice no PA00105855 | 16° 07′ 12″ nord, 61° 45′ 33″ ouest |       |
| Sucrerie Trianon                                                           | Grand-Bourg                 | Guadeloupe              | Guadeloupe                 | classé     | « PA00105860 », notice no PA00105860 | 15° 53′ 54″ nord, 61° 19′ 22″ ouest |       |
| Couvent de Luppach                                                         | Bouxwiller                  | Haut-Rhin               | Grand Est                  | inscrit    | « PA00085354 », notice no PA00085354 | 47° 30′ 23″ nord, 7° 19′ 48″ est    |       |
| Cour des Chaînes                                                           | Mulhouse                    | Haut-Rhin               | Grand Est                  | inscrit    | « PA00085524 », notice no PA00085524 | 47° 44′ 52″ nord, 7° 20′ 02″ est    |       |
| Cour de Lorraine                                                           | Mulhouse                    | Haut-Rhin               | Grand Est                  | inscrit    | « PA00085525 », notice no PA00085525 | 47° 44′ 53″ nord, 7° 20′ 05″ est    |       |
| Maison                                                                     | Riquewihr                   | Haut-Rhin               | Grand Est                  | inscrit    | « PA00085625 », notice no PA00085625 | 48° 10′ 04″ nord, 7° 17′ 45″ est    |       |
| Chapelle de la confrérie                                                   | Calenzana                   | Haute-Corse             | Corse                      | inscrit    | « PA00099169 », notice no PA00099169 | 42° 30′ 29″ nord, 8° 51′ 18″ est    |       |
| Église Saint-Blaise                                                        | Calenzana                   | Haute-Corse             | Corse                      | classé     | « PA00099170 », notice no PA00099170 | 42° 30′ 31″ nord, 8° 51′ 21″ est    |       |
| Abbaye de Boulbonne                                                        | Cintegabelle                | Haute-Garonne           | Occitanie                  | classé     | « PA00094314 », notice no PA00094314 | 43° 18′ 21″ nord, 1° 33′ 22″ est    |       |
| Église Notre-Dame-de-l'Assomption de Fronton                               | Fronton                     | Haute-Garonne           | Occitanie                  | inscrit    | « PA00094335 », notice no PA00094335 | 43° 50′ 25″ nord, 1° 23′ 25″ est    |       |
| Château de Gensac-sur-Garonne                                              | Gensac-sur-Garonne          | Haute-Garonne           | Occitanie                  | inscrit    | « PA00094343 », notice no PA00094343 | 43° 13′ 04″ nord, 1° 07′ 47″ est    |       |
| Immeuble de Seube                                                          | Toulouse                    | Haute-Garonne           | Occitanie                  | inscrit    | « PA00094580 », notice no PA00094580 | 43° 35′ 33″ nord, 1° 26′ 33″ est    |       |
| Villa Gabès                                                                | Toulouse                    | Haute-Garonne           | Occitanie                  | inscrit    | « PA00094644 », notice no PA00094644 | 43° 35′ 09″ nord, 1° 26′ 51″ est    |       |
| Couvent de la Visitation de Toulouse                                       | Toulouse                    | Haute-Garonne           | Occitanie                  | inscrit    | « PA00094514 », notice no PA00094514 | 43° 35′ 47″ nord, 1° 26′ 33″ est    |       |
| Château de Briaucourt                                                      | Briaucourt                  | Haute-Marne             | Grand Est                  | inscrit    | « PA00078976 », notice no PA00078976 | 48° 12′ 42″ nord, 5° 11′ 18″ est    |       |
| Ferme de Froideau                                                          | Cerisières                  | Haute-Marne             | Grand Est                  | inscrit    | « PA00078986 », notice no PA00078986 | 48° 17′ 53″ nord, 5° 03′ 44″ est    |       |
| Château de Cirey-sur-Blaise                                                | Cirey-sur-Blaise            | Haute-Marne             | Grand Est                  | classé     | « PA00079030 », notice no PA00079030 | 48° 19′ 47″ nord, 4° 56′ 24″ est    |       |
| Château de Dampierre                                                       | Dampierre                   | Haute-Marne             | Grand Est                  | inscrit    | « PA00079157 », notice no PA00079157 | 47° 57′ 15″ nord, 5° 23′ 33″ est    |       |
| Monastère des Dames-de-l'Assomption de Saint-Dizier                        | Saint-Dizier                | Haute-Marne             | Grand Est                  | inscrit    | « PA00079231 », notice no PA00079231 | 48° 37′ 57″ nord, 4° 57′ 09″ est    |       |
| Église paléochrétienne de Chassey-lès-Montbozon                            | Chassey-lès-Montbozon       | Haute-Saône             | Bourgogne-Franche-Comté    | classé     | « PA00102133 », notice no PA00102133 | 47° 30′ 52″ nord, 6° 21′ 38″ est    |       |
| Croix de calvaire de Blanzey-Haut                                          | Fougerolles                 | Haute-Saône             | Bourgogne-Franche-Comté    | classé     | « PA00102166 », notice no PA00102166 | 47° 52′ 44″ nord, 6° 25′ 52″ est    |       |
| Hôtel de ville d'Évian-les-Bains                                           | Évian-les-Bains             | Haute-Savoie            | Auvergne-Rhône-Alpes       | inscrit    | « PA00118397 », notice no PA00118397 | 46° 24′ 04″ nord, 6° 35′ 27″ est    |       |
| Porte de Thonon                                                            | Yvoire                      | Haute-Savoie            | Auvergne-Rhône-Alpes       | classé     | « PA00118467 », notice no PA00118467 | 46° 22′ 11″ nord, 6° 19′ 38″ est    |       |
| Dolmen de Taminage                                                         | Berneuil                    | Haute-Vienne            | Nouvelle-Aquitaine         | classé     | « PA00100248 », notice no PA00100248 | 46° 03′ 13″ nord, 1° 08′ 29″ est    |       |
| Château de Châlus-Chabrol                                                  | Châlus                      | Haute-Vienne            | Nouvelle-Aquitaine         | classé     | « PA00100268 », notice no PA00100268 | 45° 39′ 28″ nord, 0° 58′ 47″ est    |       |
| Château de Châlus Maulmont                                                 | Châlus                      | Haute-Vienne            | Nouvelle-Aquitaine         | classé     | « PA00100269 », notice no PA00100269 | 45° 39′ 21″ nord, 0° 58′ 53″ est    |       |
| Église Notre-Dame du Haut-Châlus                                           | Châlus                      | Haute-Vienne            | Nouvelle-Aquitaine         | classé     | « PA00100271 », notice no PA00100271 | 45° 38′ 10″ nord, 0° 53′ 53″ est    |       |
| Alignement du Pré d'avant Clédie                                           | Château-Chervix             | Haute-Vienne            | Nouvelle-Aquitaine         | classé     | « PA00100275 », notice no PA00100275 | 45° 33′ 52″ nord, 1° 21′ 45″ est    |       |
| Camp du Peu du Barry                                                       | Châteauponsac               | Haute-Vienne            | Nouvelle-Aquitaine         | classé     | « PA00100279 », notice no PA00100279 | 46° 09′ 10″ nord, 1° 16′ 12″ est    |       |
| Hôtel des Trois Anges                                                      | Pierre-Buffière             | Haute-Vienne            | Nouvelle-Aquitaine         | inscrit    | « PA00100416 », notice no PA00100416 | 45° 41′ 43″ nord, 1° 21′ 30″ est    |       |
| Oppidum gaulois de Villejoubert                                            | Saint-Denis-des-Murs        | Haute-Vienne            | Nouvelle-Aquitaine         | classé     | « PA00100445 », notice no PA00100445 | 45° 47′ 12″ nord, 1° 33′ 51″ est    |       |
| Pont médiéval de Châteauneuf-de-Chabre                                     | Châteauneuf-de-Chabre       | Hautes-Alpes            | Provence-Alpes-Côte d'Azur | classé     | « PA00080546 », notice no PA00080546 | 44° 16′ 39″ nord, 5° 47′ 35″ est    |       |
| Église Saint-Marcellin de Châteauroux-les-Alpes                            | Châteauroux-les-Alpes       | Hautes-Alpes            | Provence-Alpes-Côte d'Azur | inscrit    | « PA00080547 », notice no PA00080547 | 44° 37′ 09″ nord, 6° 31′ 21″ est    |       |
| Château des Nestes (ou château de Camou)                                   | Arreau                      | Hautes-Pyrénées         | Occitanie                  | inscrit    | « PA00095318 », notice no PA00095318 | 42° 54′ 24″ nord, 0° 21′ 29″ est    |       |
| Gare de Cauterets                                                          | Cauterets                   | Hautes-Pyrénées         | Occitanie                  | inscrit    | « PA00095365 », notice no PA00095365 | 42° 53′ 34″ nord, 0° 06′ 51″ ouest  |       |
| Église Saint-Nazaire-et-Saint-Celse de Buzignargues                        | Buzignargues                | Hérault                 | Occitanie                  | inscrit    | « PA00103400 », notice no PA00103400 | 43° 46′ 15″ nord, 4° 00′ 18″ est    |       |
| Dolmen de la Cigalière                                                     | Cesseras                    | Hérault                 | Occitanie                  | classé     | « PA00103430 », notice no PA00103430 | 43° 20′ 08″ nord, 2° 43′ 20″ est    |       |
| Couvent Notre-Dame de Gorjan                                               | Clermont-l'Hérault          | Hérault                 | Occitanie                  | inscrit    | « PA00103439 », notice no PA00103439 | 43° 37′ 45″ nord, 3° 25′ 47″ est    |       |
| Fabrique de chaux de Laroque                                               | Laroque                     | Hérault                 | Occitanie                  | inscrit    | « PA00103470 », notice no PA00103470 | 43° 55′ 38″ nord, 3° 43′ 35″ est    |       |
| Église Saint-Gerard de Mas-de-Londres                                      | Mas-de-Londres              | Hérault                 | Occitanie                  | inscrit    | « PA00103502 », notice no PA00103502 | 43° 46′ 56″ nord, 3° 45′ 08″ est    |       |
| Chapelle Saint-Roch de Mons                                                | Mons                        | Hérault                 | Occitanie                  | inscrit    | « PA00103510 », notice no PA00103510 | 43° 33′ 30″ nord, 2° 58′ 06″ est    |       |
| Chapelle Notre-Dame-de-la-Miséricorde de Nissan-lez-Enserune               | Nissan-lez-Enserune         | Hérault                 | Occitanie                  | inscrit    | « PA00103615 », notice no PA00103615 | 43° 17′ 57″ nord, 3° 08′ 21″ est    |       |
| Château de Pézènes-les-Mines                                               | Pézènes-les-Mines           | Hérault                 | Occitanie                  | inscrit    | « PA00103663 », notice no PA00103663 | 43° 35′ 21″ nord, 3° 15′ 08″ est    |       |
| Chapelle Saint-Nazaire de Roujan                                           | Roujan                      | Hérault                 | Occitanie                  | classé     | « PA00103683 », notice no PA00103683 | 43° 29′ 32″ nord, 3° 19′ 01″ est    |       |
| Prieuré Saint-Michel de Grandmont                                          | Saint-Privat                | Hérault                 | Occitanie                  | classé     | « PA00103713 », notice no PA00103713 | 43° 44′ 03″ nord, 3° 22′ 11″ est    |       |
| Château de Landal                                                          | Broualan                    | Ille-et-Vilaine         | Bretagne                   | inscrit    | « PA00090511 », notice no PA00090511 | 48° 29′ 28″ nord, 1° 40′ 31″ ouest  |       |
| Temple de la Coëfferie                                                     | Messac                      | Ille-et-Vilaine         | Bretagne                   | inscrit    | « PA00090629 », notice no PA00090629 | 47° 47′ 20″ nord, 1° 49′ 30″ ouest  |       |
| Malouinière de la Ville Bague                                              | Saint-Coulomb               | Ille-et-Vilaine         | Bretagne                   | inscrit    | « PA00090774 », notice no PA00090774 | 48° 40′ 46″ nord, 1° 55′ 19″ ouest  |       |
| Maison du Bailli                                                           | Châtillon-sur-Indre         | Indre                   | Centre-Val de Loire        | inscrit    | « PA00097305 », notice no PA00097305 | 46° 59′ 17″ nord, 1° 11′ 15″ est    |       |
| Église Notre-Dame de La Haye                                               | Descartes                   | Indre-et-Loire          | Centre-Val de Loire        | classé     | « PA00097737 », notice no PA00097737 | 46° 58′ 17″ nord, 0° 41′ 44″ est    |       |
| Hôtel-Dieu de Montbazon                                                    | Montbazon                   | Indre-et-Loire          | Centre-Val de Loire        | inscrit    | « PA00097871 », notice no PA00097871 | 47° 17′ 14″ nord, 0° 42′ 57″ est    |       |
| Manoir du Plessis                                                          | Vouvray                     | Indre-et-Loire          | Centre-Val de Loire        | inscrit    | « PA00098300 », notice no PA00098300 | 47° 26′ 18″ nord, 0° 47′ 07″ est    |       |
| Hôtel de Bocsozel                                                          | La Côte-Saint-André         | Isère                   | Auvergne-Rhône-Alpes       | inscrit    | « PA00117144 », notice no PA00117144 | 45° 23′ 40″ nord, 5° 15′ 41″ est    |       |
| Maison de la Poype                                                         | Crémieu                     | Isère                   | Auvergne-Rhône-Alpes       | inscrit    | « PA00117166 », notice no PA00117166 | 45° 43′ 31″ nord, 5° 15′ 08″ est    |       |
| Porte des Augustins                                                        | Crémieu                     | Isère                   | Auvergne-Rhône-Alpes       | inscrit    | « PA00117167 », notice no PA00117167 | 45° 43′ 28″ nord, 5° 15′ 01″ est    |       |
| Abbaye de Saint-Antoine-l'Abbaye                                           | Saint-Antoine-l'Abbaye      | Isère                   | Auvergne-Rhône-Alpes       | classé     | « PA00117247 », notice no PA00117247 | 45° 10′ 30″ nord, 5° 13′ 02″ est    |       |
| Maison                                                                     | Vienne                      | Isère                   | Auvergne-Rhône-Alpes       | inscrit    | « PA00117332 », notice no PA00117332 | 45° 31′ 35″ nord, 4° 52′ 24″ est    |       |
| Maison                                                                     | Vienne                      | Isère                   | Auvergne-Rhône-Alpes       | inscrit    | « PA00117334 », notice no PA00117334 | 45° 31′ 35″ nord, 4° 52′ 27″ est    |       |
| Hôtel de Rye                                                               | Dole                        | Jura                    | Bourgogne-Franche-Comté    | inscrit    | « PA00101855 », notice no PA00101855 | 47° 05′ 40″ nord, 5° 29′ 39″ est    |       |
| Église Saint-Grégoire-le-Grand de Montigny-lès-Arsures                     | Montigny-lès-Arsures        | Jura                    | Bourgogne-Franche-Comté    | inscrit    | « PA00101961 », notice no PA00101961 | 46° 55′ 26″ nord, 5° 46′ 47″ est    |       |
| Enceinte de la Fontenelle                                                  | Vievy-le-Rayé               | Loir-et-Cher            | Centre-Val de Loire        | classé     | « PA00098651 », notice no PA00098651 | 47° 52′ 21″ nord, 1° 18′ 25″ est    |       |
| Croix de carrefour de Villefranche-sur-Cher                                | Villefranche-sur-Cher       | Loir-et-Cher            | Centre-Val de Loire        | inscrit    | « PA00098655 », notice no PA00098655 | 47° 17′ 33″ nord, 1° 46′ 32″ est    |       |
| Château de Vassalieux                                                      | Chambles                    | Loire                   | Auvergne-Rhône-Alpes       | inscrit    | « PA00117438 », notice no PA00117438 | 45° 27′ 16″ nord, 4° 12′ 26″ est    |       |
| Couvent des Cordeliers de Charlieu                                         | Charlieu                    | Loire                   | Auvergne-Rhône-Alpes       | inscrit    | « PA00117450 », notice no PA00117450 | 46° 09′ 31″ nord, 4° 09′ 40″ est    |       |
| Château de Lupé                                                            | Lupé                        | Loire                   | Auvergne-Rhône-Alpes       | inscrit    | « PA00117500 », notice no PA00117500 | 45° 22′ 26″ nord, 4° 42′ 26″ est    |       |
| Château de Magneux-Haute-Rive                                              | Magneux-Haute-Rive          | Loire                   | Auvergne-Rhône-Alpes       | inscrit    | « PA00117503 », notice no PA00117503 | 45° 39′ 56″ nord, 4° 10′ 20″ est    |       |
| Théâtre gallo-romain de Moingt                                             | Montbrison                  | Loire                   | Auvergne-Rhône-Alpes       | classé     | « PA00117531 », notice no PA00117531 | 45° 35′ 29″ nord, 4° 04′ 12″ est    |       |
| Église Saint-Pierre-et-Saint-Porchaire de Montverdun                       | Montverdun                  | Loire                   | Auvergne-Rhône-Alpes       | classé     | « PA00117533 », notice no PA00117533 | 45° 43′ 04″ nord, 4° 03′ 58″ est    |       |
| Église Notre-Dame de Rive-de-Gier                                          | Rive-de-Gier                | Loire                   | Auvergne-Rhône-Alpes       | inscrit    | « PA00117559 », notice no PA00117559 | 45° 31′ 41″ nord, 4° 36′ 59″ est    |       |
| Musée Joseph-Déchelette                                                    | Roanne                      | Loire                   | Auvergne-Rhône-Alpes       | inscrit    | « PA00117564 », notice no PA00117564 | 46° 02′ 06″ nord, 4° 04′ 10″ est    |       |
| Château de Châteaumorand                                                   | Saint-Martin-d'Estréaux     | Loire                   | Auvergne-Rhône-Alpes       | classé     | « PA00117649 », notice no PA00117649 | 46° 12′ 48″ nord, 3° 48′ 25″ est    |       |
| Château féodal de Saint-Polgues                                            | Saint-Polgues               | Loire                   | Auvergne-Rhône-Alpes       | inscrit    | « PA00117657 », notice no PA00117657 | 45° 54′ 47″ nord, 3° 58′ 24″ est    |       |
| Chapelle Notre-Dame de Chambriac                                           | Usson-en-Forez              | Loire                   | Auvergne-Rhône-Alpes       | inscrit    | « PA00117674 », notice no PA00117674 | 45° 23′ 09″ nord, 3° 56′ 23″ est    |       |
| Aérium Rocheclaine                                                         | La Valla-en-Gier            | Loire                   | Auvergne-Rhône-Alpes       | classé     | « PA00117676 », notice no PA00117676 | 45° 25′ 00″ nord, 4° 30′ 59″ est    |       |
| Menhir des Pierres Velières                                                | Rougé                       | Loire-Atlantique        | Pays de la Loire           | inscrit    | « PA00108786 », notice no PA00108786 | 47° 48′ 04″ nord, 1° 26′ 40″ ouest  |       |
| Dolmen de la Briordais                                                     | Saint-Brevin-les-Pins       | Loire-Atlantique        | Pays de la Loire           | inscrit    | « PA00108790 », notice no PA00108790 | 47° 14′ 40″ nord, 2° 08′ 29″ ouest  |       |
| Cairn funéraire                                                            | Saint-Joachim               | Loire-Atlantique        | Pays de la Loire           | classé     | « PA00108801 », notice no PA00108801 | 47° 23′ 01″ nord, 2° 16′ 47″ ouest  |       |
| Enclos funéraire                                                           | Saint-Joachim               | Loire-Atlantique        | Pays de la Loire           | classé     | « PA00108802 », notice no PA00108802 | 47° 23′ 06″ nord, 2° 16′ 07″ ouest  |       |
| Ensemble mégalithique                                                      | Saint-Joachim               | Loire-Atlantique        | Pays de la Loire           | classé     | « PA00108803 », notice no PA00108803 | 47° 23′ 50″ nord, 2° 16′ 30″ ouest  |       |
| Sépultures mégalithiques de la Butte aux Corzeaux                          | Saint-Joachim               | Loire-Atlantique        | Pays de la Loire           | classé     | « PA00108805 », notice no PA00108805 | 47° 23′ 57″ nord, 2° 16′ 52″ ouest  |       |
| Ensemble préhistorique                                                     | Saint-Joachim               | Loire-Atlantique        | Pays de la Loire           | classé     | « PA00108804 », notice no PA00108804 | 47° 23′ 29″ nord, 2° 16′ 09″ ouest  |       |
| Pierre du Len                                                              | Saint-Lyphard               | Loire-Atlantique        | Pays de la Loire           | inscrit    | « PA00108810 », notice no PA00108810 | 47° 23′ 49″ nord, 2° 20′ 15″ ouest  |       |
| Pierre de la Chopinière                                                    | Soudan                      | Loire-Atlantique        | Pays de la Loire           | inscrit    | « PA00108833 », notice no PA00108833 | 47° 43′ 03″ nord, 1° 14′ 33″ ouest  |       |
| Église Saint-Loup de Cepoy                                                 | Cepoy                       | Loiret                  | Centre-Val de Loire        | inscrit    | « PA00098727 », notice no PA00098727 | 48° 02′ 47″ nord, 2° 44′ 18″ est    |       |
| Hôtel de la Vieille Monnaie                                                | Orléans                     | Loiret                  | Centre-Val de Loire        | inscrit    | « PA00098854 », notice no PA00098854 | 47° 54′ 03″ nord, 1° 54′ 24″ est    |       |
| Manufacture royale de toiles à voiles                                      | Agen                        | Lot-et-Garonne          | Nouvelle-Aquitaine         | inscrit    | « PA00084053 », notice no PA00084053 | 44° 11′ 48″ nord, 0° 36′ 49″ est    |       |
| Château de Favols                                                          | Bias                        | Lot-et-Garonne          | Nouvelle-Aquitaine         | inscrit    | « PA00084076 », notice no PA00084076 | 44° 25′ 13″ nord, 0° 38′ 44″ est    |       |
| Manoir de la Gâchetière                                                    | Angrie                      | Maine-et-Loire          | Pays de la Loire           | inscrit    | « PA00108944 », notice no PA00108944 | 47° 33′ 17″ nord, 0° 54′ 38″ ouest  |       |
| Château d'Écharbot                                                         | Verrières-en-Anjou          | Maine-et-Loire          | Pays de la Loire           | inscrit    | « PA00109301 », notice no PA00109301 | 47° 29′ 49″ nord, 0° 28′ 46″ ouest  |       |
| Presbytère                                                                 | Le Mont-Saint-Michel        | Manche                  | Normandie                  | inscrit    | « PA00110512 », notice no PA00110512 | 48° 38′ 08″ nord, 1° 30′ 37″ ouest  |       |
| Église Saint-Germain                                                       | La Hague                    | Manche                  | Normandie                  | inscrit    | « PA00110569 », notice no PA00110569 | 49° 42′ 29″ nord, 1° 54′ 32″ ouest  |       |
| Manoir d'Arville                                                           | Sainte-Geneviève            | Manche                  | Normandie                  | inscrit    | « PA00110567 », notice no PA00110567 | 49° 39′ 57″ nord, 1° 18′ 11″ ouest  |       |
| Église Saint-Loup                                                          | Châlons-en-Champagne        | Marne                   | Grand Est                  | inscrit    | « PA00078621 », notice no PA00078621 | 48° 57′ 36″ nord, 4° 22′ 08″ est    |       |
| Église Saint-Georges de Loisy-en-Brie                                      | Loisy-en-Brie               | Marne                   | Grand Est                  | classé     | « PA00078733 », notice no PA00078733 | 48° 53′ 01″ nord, 3° 54′ 01″ est    |       |
| Couvent des Jacobins                                                       | Reims                       | Marne                   | Grand Est                  | inscrit    | « PA00078781 », notice no PA00078781 | 49° 15′ 06″ nord, 4° 01′ 54″ est    |       |
| Cinéma-opéra                                                               | Reims                       | Marne                   | Grand Est                  | inscrit    | « PA00078778 », notice no PA00078778 | 49° 15′ 14″ nord, 4° 01′ 38″ est    |       |
| Porte Bazée                                                                | Reims                       | Marne                   | Grand Est                  | classé     | « PA00078824 », notice no PA00078824 | 49° 15′ 09″ nord, 4° 02′ 14″ est    |       |
| Maison Renaudin                                                            | Nancy                       | Meurthe-et-Moselle      | Grand Est                  | inscrit    | « PA00106257 », notice no PA00106257 | 48° 40′ 54″ nord, 6° 10′ 06″ est    |       |
| Maison Cavallier                                                           | Nancy                       | Meurthe-et-Moselle      | Grand Est                  | inscrit    | « PA00106253 », notice no PA00106253 | 48° 42′ 14″ nord, 6° 10′ 11″ est    |       |
| Immeuble                                                                   | Nancy                       | Meurthe-et-Moselle      | Grand Est                  | inscrit    | « PA00106265 », notice no PA00106265 | 48° 41′ 20″ nord, 6° 10′ 23″ est    |       |
| Immeuble                                                                   | Nancy                       | Meurthe-et-Moselle      | Grand Est                  | inscrit    | « PA00106266 », notice no PA00106266 | 48° 41′ 20″ nord, 6° 10′ 24″ est    |       |
| Château de Pierre-Percée                                                   | Pierre-Percée               | Meurthe-et-Moselle      | Grand Est                  | classé     | « PA00106331 », notice no PA00106331 | 48° 28′ 13″ nord, 6° 55′ 49″ est    |       |
| Église Saint-Pierre de Vandelainville                                      | Vandelainville              | Meurthe-et-Moselle      | Grand Est                  | inscrit    | « PA00106424 », notice no PA00106424 | 49° 01′ 00″ nord, 5° 58′ 30″ est    |       |
| Château des ducs de Bar                                                    | Bar-le-Duc                  | Meuse                   | Grand Est                  | inscrit    | « PA00106461 », notice no PA00106461 | 48° 46′ 18″ nord, 5° 09′ 22″ est    |       |
| Église Notre-Dame                                                          | Bar-le-Duc                  | Meuse                   | Grand Est                  | classé     | « PA00106464 », notice no PA00106464 | 48° 46′ 35″ nord, 5° 09′ 44″ est    |       |
| Église Saint-Nicolas de Laneuville-sur-Meuse                               | Laneuville-sur-Meuse        | Meuse                   | Grand Est                  | inscrit    | « PA00106549 », notice no PA00106549 | 49° 29′ 30″ nord, 5° 09′ 49″ est    |       |
| Lavoir de Laneuville-sur-Meuse                                             | Laneuville-sur-Meuse        | Meuse                   | Grand Est                  | inscrit    | « PA00106550 », notice no PA00106550 | 49° 29′ 29″ nord, 5° 09′ 48″ est    |       |
| Château de Charmois                                                        | Mouzay                      | Meuse                   | Grand Est                  | inscrit    | « PA00106592 », notice no PA00106592 | 49° 26′ 49″ nord, 5° 14′ 08″ est    |       |
| Château de Sampigny                                                        | Sampigny                    | Meuse                   | Grand Est                  | inscrit    | « PA00106628 », notice no PA00106628 | 48° 49′ 25″ nord, 5° 30′ 49″ est    |       |
| Immeuble                                                                   | Stenay                      | Meuse                   | Grand Est                  | inscrit    | « PA00106640 », notice no PA00106640 | 49° 29′ 18″ nord, 5° 11′ 13″ est    |       |
| Château du Plessis-Josso                                                   | Theix-Noyalo                | Morbihan                | Bretagne                   | classé     | « PA00091756 », notice no PA00091756 | 47° 37′ 47″ nord, 2° 35′ 40″ ouest  |       |
| Château de Lue                                                             | Hayes                       | Moselle                 | Grand Est                  | inscrit    | « PA00106783 », notice no PA00106783 | 49° 09′ 40″ nord, 6° 23′ 04″ est    |       |
| Château-fort de Rodemack                                                   | Rodemack                    | Moselle                 | Grand Est                  | classé     | « PA00106976 », notice no PA00106976 | 49° 28′ 07″ nord, 6° 14′ 07″ est    |       |
| Château Buzelet                                                            | Sainte-Ruffine              | Moselle                 | Grand Est                  | inscrit    | « PA00106993 », notice no PA00106993 | 49° 06′ 18″ nord, 6° 05′ 37″ est    |       |
| Immeuble                                                                   | Vic-sur-Seille              | Moselle                 | Grand Est                  | inscrit    | « PA00107027 », notice no PA00107027 | 48° 46′ 56″ nord, 6° 31′ 52″ est    |       |
| Prieuré Saint-Pierre d'Antioche de Montambert                              | Montambert                  | Nièvre                  | Bourgogne-Franche-Comté    | inscrit    | « PA00112918 », notice no PA00112918 | 46° 46′ 12″ nord, 3° 40′ 36″ est    |       |
| Chapelle de Poissons                                                       | Poiseux                     | Nièvre                  | Bourgogne-Franche-Comté    | inscrit    | « PA00112986 », notice no PA00112986 | 47° 08′ 06″ nord, 3° 15′ 03″ est    |       |
| Fortifications                                                             | Avesnes-sur-Helpe           | Nord                    | Hauts-de-France            | classé     | « PA00107356 », notice no PA00107356 | 50° 07′ 27″ nord, 3° 55′ 39″ est    |       |
| Hôtel Zylof de Winde                                                       | Bergues                     | Nord                    | Hauts-de-France            | inscrit    | « PA00107371 », notice no PA00107371 | 50° 58′ 02″ nord, 2° 25′ 46″ est    |       |
| Immeuble                                                                   | Bergues                     | Nord                    | Hauts-de-France            | inscrit    | « PA00107372 », notice no PA00107372 | 50° 58′ 04″ nord, 2° 25′ 43″ est    |       |
| Tour d'Ostrevent                                                           | Bouchain                    | Nord                    | Hauts-de-France            | classé     | « PA00107382 », notice no PA00107382 | 50° 17′ 04″ nord, 3° 19′ 07″ est    |       |
| Poudrière                                                                  | Bouchain                    | Nord                    | Hauts-de-France            | inscrit    | « PA00107381 », notice no PA00107381 | 50° 17′ 04″ nord, 3° 19′ 06″ est    |       |
| Ancien château de Selles                                                   | Cambrai                     | Nord                    | Hauts-de-France            | classé     | « PA00107398 », notice no PA00107398 | 50° 10′ 55″ nord, 3° 13′ 51″ est    |       |
| Collégiale Notre-Dame de la Crypte                                         | Cassel                      | Nord                    | Hauts-de-France            | classé     | « PA00107421 », notice no PA00107421 | 50° 47′ 57″ nord, 2° 29′ 19″ est    |       |
| Ancien Collège des Jésuites                                                | Cassel                      | Nord                    | Hauts-de-France            | classé     | « PA00107420 », notice no PA00107420 | 50° 47′ 57″ nord, 2° 29′ 22″ est    |       |
| Cirque, appelé ancien Hippodrome                                           | Douai                       | Nord                    | Hauts-de-France            | inscrit    | « PA00107453 », notice no PA00107453 | 50° 21′ 51″ nord, 3° 05′ 00″ est    |       |
| Hôtel Castiaux                                                             | Lille                       | Nord                    | Hauts-de-France            | inscrit    | « PA00107597 », notice no PA00107597 | 50° 38′ 09″ nord, 3° 02′ 54″ est    |       |
| Château de Philippe de Comines                                             | Renescure                   | Nord                    | Hauts-de-France            | inscrit    | « PA00107783 », notice no PA00107783 | 50° 43′ 43″ nord, 2° 21′ 58″ est    |       |
| Hôtel de ville de Tourcoing                                                | Tourcoing                   | Nord                    | Hauts-de-France            | inscrit    | « PA00107840 », notice no PA00107840 | 50° 43′ 26″ nord, 3° 09′ 39″ est    |       |
| Église Notre-Dame-des-Anges de Tourcoing                                   | Tourcoing                   | Nord                    | Hauts-de-France            | inscrit    | « PA00107836 », notice no PA00107836 | 50° 43′ 27″ nord, 3° 09′ 19″ est    |       |
| Église Saint-Christophe de Tourcoing                                       | Tourcoing                   | Nord                    | Hauts-de-France            | inscrit    | « PA00107837 », notice no PA00107837 | 50° 43′ 19″ nord, 3° 09′ 35″ est    |       |
| Hospice général de Tourcoing                                               | Tourcoing                   | Nord                    | Hauts-de-France            | inscrit    | « PA00107839 », notice no PA00107839 | 50° 43′ 14″ nord, 3° 09′ 49″ est    |       |
| Église Saint-Aignan                                                        | Senlis                      | Oise                    | Hauts-de-France            | classé     | « PA00114887 », notice no PA00114887 | 49° 12′ 20″ nord, 2° 34′ 56″ est    |       |
| Relais de poste                                                            | L'Aigle                     | Orne                    | Normandie                  | inscrit    | « PA00110687 », notice no PA00110687 | 48° 45′ 48″ nord, 0° 37′ 23″ est    |       |
| Hôtel Colombel de la Rousselière                                           | L'Aigle                     | Orne                    | Normandie                  | inscrit    | « PA00110685 », notice no PA00110685 | 48° 45′ 48″ nord, 0° 37′ 41″ est    |       |
| Tour aux Anglais                                                           | Aunou-le-Faucon             | Orne                    | Normandie                  | inscrit    | « PA00110734 », notice no PA00110734 | 48° 43′ 40″ nord, 0° 02′ 36″ est    |       |
| Droite Pierre                                                              | Chênedouit                  | Orne                    | Normandie                  | classé     | « PA00110776 », notice no PA00110776 | 48° 46′ 22″ nord, 0° 21′ 42″ ouest  |       |
| Château du Feillet                                                         | Le Mage                     | Orne                    | Normandie                  | inscrit    | « PA00110841 », notice no PA00110841 | 48° 30′ 20″ nord, 0° 49′ 08″ est    |       |
| Manoir de Courboyer                                                        | Nocé                        | Orne                    | Normandie                  | classé     | « PA00110876 », notice no PA00110876 | 48° 23′ 48″ nord, 0° 40′ 13″ est    |       |
| Château de Rabodanges                                                      | Rabodanges                  | Orne                    | Normandie                  | classé     | « PA00110894 », notice no PA00110894 | 48° 48′ 18″ nord, 0° 17′ 26″ ouest  |       |
| Manoir du Mesnil                                                           | Roiville                    | Orne                    | Normandie                  | inscrit    | « PA00110904 », notice no PA00110904 | 48° 53′ 02″ nord, 0° 13′ 20″ est    |       |
| Château de Saint-Maurice-du-Désert                                         | Saint-Maurice-du-Désert     | Orne                    | Normandie                  | inscrit    | « PA00110931 », notice no PA00110931 | 48° 36′ 34″ nord, 0° 23′ 17″ ouest  |       |
| Église Sainte-Madeleine                                                    | La Ventrouze                | Orne                    | Normandie                  | inscrit    | « PA00110964 », notice no PA00110964 | 48° 36′ 38″ nord, 0° 41′ 50″ est    |       |
| Le Louxor                                                                  | 10e arrondissement de Paris | Paris                   | Île-de-France              | inscrit    | « PA00086484 », notice no PA00086484 | 48° 53′ 01″ nord, 2° 21′ 00″ est    |       |
| Eldorado                                                                   | 10e arrondissement de Paris | Paris                   | Île-de-France              | inscrit    | « PA00086483 », notice no PA00086483 | 48° 52′ 11″ nord, 2° 21′ 18″ est    |       |
| Magasins de vente des faïenceries de Choisy-le-Roi                         | 10e arrondissement de Paris | Paris                   | Île-de-France              | inscrit    | « PA00086504 », notice no PA00086504 | 48° 52′ 29″ nord, 2° 21′ 14″ est    |       |
| Institut Pasteur                                                           | 15e arrondissement de Paris | Paris                   | Île-de-France              | inscrit    | « PA00086655 », notice no PA00086655 | 48° 50′ 25″ nord, 2° 18′ 40″ est    |       |
| Salle Wagram                                                               | 17e arrondissement de Paris | Paris                   | Île-de-France              | inscrit    | « PA00086729 », notice no PA00086729 | 48° 52′ 36″ nord, 2° 17′ 49″ est    |       |
| La Cigale                                                                  | 18e arrondissement de Paris | Paris                   | Île-de-France              | inscrit    | « PA00086739 », notice no PA00086739 | 48° 52′ 56″ nord, 2° 20′ 25″ est    |       |
| Le Grand Rex                                                               | 2e arrondissement de Paris  | Paris                   | Île-de-France              | inscrit    | « PA00086015 », notice no PA00086015 | 48° 52′ 14″ nord, 2° 20′ 52″ est    |       |
| Samaritaine de Luxe                                                        | 2e arrondissement de Paris  | Paris                   | Île-de-France              | inscrit    | « PA00086082 », notice no PA00086082 | 48° 52′ 13″ nord, 2° 19′ 50″ est    |       |
| Restaurant du Journal                                                      | 2e arrondissement de Paris  | Paris                   | Île-de-France              | classé     | « PA00086092 », notice no PA00086092 | 48° 52′ 14″ nord, 2° 20′ 22″ est    |       |
| Hôtel Mortier de Sandreville                                               | 3e arrondissement de Paris  | Paris                   | Île-de-France              | classé     | « PA00086152 », notice no PA00086152 | 48° 51′ 28″ nord, 2° 21′ 38″ est    |       |
| Hôtel Lepas-Dubuisson                                                      | 5e arrondissement de Paris  | Paris                   | Île-de-France              | inscrit    | « PA00088466 », notice no PA00088466 | 48° 50′ 48″ nord, 2° 20′ 36″ est    |       |
| Immeuble                                                                   | 7e arrondissement de Paris  | Paris                   | Île-de-France              | inscrit    | « PA00088766 », notice no PA00088766 | 48° 50′ 57″ nord, 2° 18′ 44″ est    |       |
| Hôtel Vilgruy                                                              | 8e arrondissement de Paris  | Paris                   | Île-de-France              | classé     | « PA00088837 », notice no PA00088837 | 48° 51′ 59″ nord, 2° 18′ 26″ est    |       |
| Cathédrale Saint-Alexandre-Nevsky                                          | 8e arrondissement de Paris  | Paris                   | Île-de-France              | classé     | « PA00088807 », notice no PA00088807 | 48° 52′ 39″ nord, 2° 18′ 07″ est    |       |
| Ancien Couvent des Capucins à Paris                                        | 9e arrondissement de Paris  | Paris                   | Île-de-France              | classé     | « PA00088903 », notice no PA00088903 | 48° 52′ 29″ nord, 2° 19′ 42″ est    |       |
| Levée de terre de Noyelle-Vion                                             | Noyelle-Vion                | Pas-de-Calais           | Hauts-de-France            | inscrit    | « PA00108368 », notice no PA00108368 | 50° 17′ 46″ nord, 2° 32′ 50″ est    |       |
| Menhir d'Oisy-le-Verger                                                    | Oisy-le-Verger              | Pas-de-Calais           | Hauts-de-France            | classé     | « PA00108371 », notice no PA00108371 | 50° 15′ 11″ nord, 3° 05′ 38″ est    |       |
| Immeuble                                                                   | Saint-Omer                  | Pas-de-Calais           | Hauts-de-France            | inscrit    | « PA00108422 », notice no PA00108422 | 50° 44′ 54″ nord, 2° 15′ 07″ est    |       |
| Fontaine Sainte-Aldegonde                                                  | Saint-Omer                  | Pas-de-Calais           | Hauts-de-France            | classé     | « PA00108408 », notice no PA00108408 | 50° 44′ 54″ nord, 2° 15′ 07″ est    |       |
| Couvent des Sœurs noires                                                   | Vieil-Hesdin                | Pas-de-Calais           | Hauts-de-France            | inscrit    | « PA00108437 », notice no PA00108437 | 50° 21′ 39″ nord, 2° 05′ 55″ est    |       |
| Château de La Roche                                                        | Chaptuzat                   | Puy-de-Dôme             | Auvergne-Rhône-Alpes       | classé     | « PA00091953 », notice no PA00091953 | 46° 01′ 35″ nord, 3° 10′ 26″ est    |       |
| Maison                                                                     | Clermont-Ferrand            | Puy-de-Dôme             | Auvergne-Rhône-Alpes       | classé     | « PA00092023 », notice no PA00092023 | 45° 46′ 25″ nord, 3° 04′ 42″ est    |       |
| Maison à arcades                                                           | Issoire                     | Puy-de-Dôme             | Auvergne-Rhône-Alpes       | inscrit    | « PA00092143 », notice no PA00092143 | 45° 32′ 35″ nord, 3° 14′ 53″ est    |       |
| Maison Bartin                                                              | Issoire                     | Puy-de-Dôme             | Auvergne-Rhône-Alpes       | inscrit    | « PA00092142 », notice no PA00092142 | 45° 32′ 42″ nord, 3° 14′ 57″ est    |       |
| Camp de Sardasse                                                           | Béhasque-Lapiste            | Pyrénées-Atlantiques    | Nouvelle-Aquitaine         | inscrit    | « PA00084348 », notice no PA00084348 | 43° 18′ 24″ nord, 1° 00′ 46″ ouest  |       |
| Chapelle impériale de Biarritz                                             | Biarritz                    | Pyrénées-Atlantiques    | Nouvelle-Aquitaine         | classé     | « PA00084355 », notice no PA00084355 | 43° 29′ 06″ nord, 1° 33′ 18″ ouest  |       |
| Maison Montpribat                                                          | Sauveterre-de-Béarn         | Pyrénées-Atlantiques    | Nouvelle-Aquitaine         | inscrit    | « PA00084527 », notice no PA00084527 | 43° 23′ 49″ nord, 0° 56′ 29″ ouest  |       |
| Domaine du Chaudron                                                        | Saint-Denis                 | La Réunion              | La Réunion                 | inscrit    | « PA00105818 », notice no PA00105818 | 20° 53′ 22″ sud, 55° 29′ 39″ est    |       |
| Chapelle d'Alix                                                            | Alix                        | Rhône                   | Auvergne-Rhône-Alpes       | inscrit    | « PA00117705 », notice no PA00117705 | 45° 54′ 46″ nord, 4° 39′ 13″ est    |       |
| Hôtel des Valous                                                           | L'Arbresle                  | Rhône                   | Auvergne-Rhône-Alpes       | classé     | « PA00117714 », notice no PA00117714 | 45° 50′ 12″ nord, 4° 36′ 59″ est    |       |
| Église Notre-Dame-du-Sou de Saint-Paul                                     | Lacenas                     | Rhône                   | Auvergne-Rhône-Alpes       | inscrit    | « PA00117774 », notice no PA00117774 | 45° 59′ 00″ nord, 4° 38′ 20″ est    |       |
| Immeuble                                                                   | 1er arrondissement de Lyon  | Rhône                   | Auvergne-Rhône-Alpes       | inscrit    | « PA00117877 », notice no PA00117877 | 45° 46′ 12″ nord, 4° 50′ 13″ est    |       |
| Maison                                                                     | 2e arrondissement de Lyon   | Rhône                   | Auvergne-Rhône-Alpes       | inscrit    | « PA00117917 », notice no PA00117917 | 45° 45′ 43″ nord, 4° 49′ 58″ est    |       |
| Hôtel de préfecture du Rhône                                               | 3e arrondissement de Lyon   | Rhône                   | Auvergne-Rhône-Alpes       | inscrit    | « PA00117983 », notice no PA00117983 | 45° 45′ 39″ nord, 4° 50′ 36″ est    |       |
| Chapelle de Saint-Bonnet                                                   | Montmelas-Saint-Sorlin      | Rhône                   | Auvergne-Rhône-Alpes       | classé     | « PA00118001 », notice no PA00118001 | 46° 01′ 07″ nord, 4° 36′ 08″ est    |       |
| Château de Saint-Germain-au-Mont-d'Or                                      | Saint-Germain-au-Mont-d'Or  | Rhône                   | Auvergne-Rhône-Alpes       | inscrit    | « PA00118041 », notice no PA00118041 | 45° 52′ 50″ nord, 4° 48′ 20″ est    |       |
| Château d'Avauges                                                          | Saint-Romain-de-Popey       | Rhône                   | Auvergne-Rhône-Alpes       | inscrit    | « PA00118056 », notice no PA00118056 | 45° 52′ 13″ nord, 4° 31′ 41″ est    |       |
| Château de la Flachère                                                     | Saint-Vérand                | Rhône                   | Auvergne-Rhône-Alpes       | classé     | « PA00118062 », notice no PA00118062 | 45° 54′ 44″ nord, 4° 33′ 05″ est    |       |
| Ferme à galerie de Saint-Victor-et-les-Vouttes                             | Ternand                     | Rhône                   | Auvergne-Rhône-Alpes       | inscrit    | « PA00118076 », notice no PA00118076 | 45° 56′ 45″ nord, 4° 31′ 33″ est    |       |
| Hôtel de ville de Marcigny                                                 | Marcigny                    | Saône-et-Loire          | Bourgogne-Franche-Comté    | inscrit    | « PA00113339 », notice no PA00113339 | 46° 16′ 34″ nord, 4° 02′ 30″ est    |       |
| Château de Dehault                                                         | Dehault                     | Sarthe                  | Pays de la Loire           | inscrit    | « PA00109734 », notice no PA00109734 | 48° 12′ 29″ nord, 0° 34′ 15″ est    |       |
| Château de la Ferté-Bernard                                                | La Ferté-Bernard            | Sarthe                  | Pays de la Loire           | classé     | « PA00109750 », notice no PA00109750 | 48° 11′ 05″ nord, 0° 39′ 12″ est    |       |
| Église Saint-Martin de Juigné-sur-Sarthe                                   | Juigné-sur-Sarthe           | Sarthe                  | Pays de la Loire           | inscrit    | « PA00109772 », notice no PA00109772 | 47° 51′ 34″ nord, 0° 17′ 15″ ouest  |       |
| Manoir de la Bussonnière                                                   | Maresché                    | Sarthe                  | Pays de la Loire           | inscrit    | « PA00109878 », notice no PA00109878 | 48° 12′ 32″ nord, 0° 07′ 09″ est    |       |
| Maison forte des Époisses                                                  | Bombon                      | Seine-et-Marne          | Île-de-France              | classé     | « PA00086825 », notice no PA00086825 | 48° 35′ 19″ nord, 2° 52′ 08″ est    |       |
| Église Saint-Étienne de Chamigny                                           | Chamigny                    | Seine-et-Marne          | Île-de-France              | classé     | « PA00086856 », notice no PA00086856 | 48° 58′ 25″ nord, 3° 08′ 58″ est    |       |
| Vestiges gallo-romains de Châteaubleau                                     | Châteaubleau                | Seine-et-Marne          | Île-de-France              | inscrit    | « PA00086877 », notice no PA00086877 | 48° 35′ 18″ nord, 3° 06′ 42″ est    |       |
| Ferme du Chapitre                                                          | Larchant                    | Seine-et-Marne          | Île-de-France              | inscrit    | « PA00087054 », notice no PA00087054 | 48° 16′ 53″ nord, 2° 35′ 19″ est    |       |
| Demeure des Vieux Bains                                                    | Provins                     | Seine-et-Marne          | Île-de-France              | classé     | « PA00087216 », notice no PA00087216 | 48° 33′ 42″ nord, 3° 17′ 45″ est    |       |
| Abri orné de Recloses                                                      | Recloses                    | Seine-et-Marne          | Île-de-France              | classé     | « PA00087254 », notice no PA00087254 | 48° 20′ 07″ nord, 2° 39′ 26″ est    |       |
| Château d'Arnouville                                                       | Ermenouville                | Seine-Maritime          | Normandie                  | inscrit    | « PA00100642 », notice no PA00100642 | 49° 48′ 00″ nord, 0° 46′ 52″ est    |       |
| Château du Boscol                                                          | Héricourt-en-Caux           | Seine-Maritime          | Normandie                  | inscrit    | « PA00100720 », notice no PA00100720 | 49° 41′ 18″ nord, 0° 42′ 04″ est    |       |
| Manoir de Mentheville                                                      | Mentheville                 | Seine-Maritime          | Normandie                  | classé     | « PA00100750 », notice no PA00100750 | 49° 41′ 34″ nord, 0° 24′ 50″ est    |       |
| Église Saint-Pierre de Muchedent                                           | Muchedent                   | Seine-Maritime          | Normandie                  | classé     | « PA00100770 », notice no PA00100770 | 49° 46′ 17″ nord, 1° 10′ 38″ est    |       |
| Chartreuse Saint-Julien-lès-Rouen                                          | Le Petit-Quevilly           | Seine-Maritime          | Normandie                  | inscrit    | « PA00100793 », notice no PA00100793 | 49° 25′ 21″ nord, 1° 03′ 47″ est    |       |
| Église Saint-Nicaise                                                       | Rouen                       | Seine-Maritime          | Normandie                  | inscrit    | « PA00100822 », notice no PA00100822 | 49° 26′ 39″ nord, 1° 06′ 12″ est    |       |
| Église Saint-Denys-de-l'Estrée                                             | Saint-Denis                 | Seine-Saint-Denis       | Île-de-France              | classé     | « PA00079955 », notice no PA00079955 | 48° 56′ 13″ nord, 2° 20′ 57″ est    |       |
| Église Saint-Étienne de Friville-Escarbotin                                | Friville-Escarbotin         | Somme                   | Hauts-de-France            | inscrit    | « PA00116164 », notice no PA00116164 | 50° 04′ 55″ nord, 1° 32′ 22″ est    |       |
| Prieuré de Burlats                                                         | Burlats                     | Tarn                    | Occitanie                  | classé     | « PA00095491 », notice no PA00095491 | 43° 38′ 10″ nord, 2° 19′ 04″ est    |       |
| Croix de Salvetat                                                          | Monestiés                   | Tarn                    | Occitanie                  | classé     | « PA00095607 », notice no PA00095607 | 44° 07′ 05″ nord, 2° 05′ 57″ est    |       |
| Château de Viviers-lès-Montagnes                                           | Viviers-lès-Montagnes       | Tarn                    | Occitanie                  | inscrit    | « PA00095660 », notice no PA00095660 | 43° 33′ 15″ nord, 2° 10′ 43″ est    |       |
| Maison                                                                     | Caussade                    | Tarn-et-Garonne         | Occitanie                  | inscrit    | « PA00095730 », notice no PA00095730 | 44° 09′ 39″ nord, 1° 32′ 19″ est    |       |
| Site archéologique de Genainville                                          | Genainville                 | Val-d'Oise              | Île-de-France              | classé     | « PA00080069 », notice no PA00080069 | 49° 07′ 14″ nord, 1° 46′ 16″ est    |       |
| Château de Labbeville                                                      | Labbeville                  | Val-d'Oise              | Île-de-France              | inscrit    | « PA00080100 », notice no PA00080100 | 49° 08′ 13″ nord, 2° 08′ 40″ est    |       |
| Église Saint-Rémi de Marines                                               | Marines                     | Val-d'Oise              | Île-de-France              | classé     | « PA00080119 », notice no PA00080119 | 49° 08′ 44″ nord, 1° 58′ 59″ est    |       |
| Église Saint-Romain de Wy-dit-Joli-Village                                 | Wy-dit-Joli-Village         | Val-d'Oise              | Île-de-France              | classé     | « PA00080240 », notice no PA00080240 | 49° 06′ 12″ nord, 1° 50′ 10″ est    |       |
| Manoir d'Hazeville                                                         | Wy-dit-Joli-Village         | Val-d'Oise              | Île-de-France              | inscrit    | « PA00080242 », notice no PA00080242 | 49° 04′ 57″ nord, 1° 48′ 46″ est    |       |
| Chapelle Saint-Côme-et-Saint-Damien de La Cadière-d'Azur                   | La Cadière-d'Azur           | Var                     | Provence-Alpes-Côte d'Azur | inscrit    | « PA00081564 », notice no PA00081564 | 43° 11′ 04″ nord, 5° 44′ 18″ est    |       |
| Site archéologique du Clos de la Tour                                      | Fréjus                      | Var                     | Provence-Alpes-Côte d'Azur | classé     | « PA00081625 », notice no PA00081625 | 43° 26′ 10″ nord, 6° 44′ 11″ est    |       |
| Lavoir de Saint-Tropez                                                     | Saint-Tropez                | Var                     | Provence-Alpes-Côte d'Azur | inscrit    | « PA00081725 », notice no PA00081725 | 43° 16′ 11″ nord, 6° 38′ 21″ est    |       |
| Église Notre-Dame-de-l'Assomption de Saint-Tropez                          | Saint-Tropez                | Var                     | Provence-Alpes-Côte d'Azur | inscrit    | « PA00081724 », notice no PA00081724 | 43° 16′ 22″ nord, 6° 38′ 25″ est    |       |
| Pont du Gourgaret                                                          | Salernes                    | Var                     | Provence-Alpes-Côte d'Azur | inscrit    | « PA00081731 », notice no PA00081731 | 43° 33′ 55″ nord, 6° 13′ 31″ est    |       |
| Chapelle Saint-Ariès de Bollène                                            | Bollène                     | Vaucluse                | Provence-Alpes-Côte d'Azur | inscrit    | « PA00081969 », notice no PA00081969 | 44° 15′ 35″ nord, 4° 45′ 05″ est    |       |
| Chapelle Notre-Dame-du-Pont de Bollène                                     | Bollène                     | Vaucluse                | Provence-Alpes-Côte d'Azur | inscrit    | « PA00081967 », notice no PA00081967 | 44° 16′ 58″ nord, 4° 44′ 48″ est    |       |
| Église Saint-Étienne de Cadenet                                            | Cadenet                     | Vaucluse                | Provence-Alpes-Côte d'Azur | inscrit    | « PA00081988 », notice no PA00081988 | 43° 44′ 08″ nord, 5° 22′ 28″ est    |       |
| Enceinte médiévale de Cucuron                                              | Cucuron                     | Vaucluse                | Provence-Alpes-Côte d'Azur | inscrit    | « PA00082036 », notice no PA00082036 | 43° 46′ 22″ nord, 5° 26′ 32″ est    |       |
| Couvent Sainte-Garde-des-Champs de Saint-Didier                            | Saint-Didier                | Vaucluse                | Provence-Alpes-Côte d'Azur | inscrit    | « PA00082148 », notice no PA00082148 | 44° 00′ 34″ nord, 5° 07′ 02″ est    |       |
| Château de Saumane                                                         | Saumane-de-Vaucluse         | Vaucluse                | Provence-Alpes-Côte d'Azur | inscrit    | « PA00082162 », notice no PA00082162 | 43° 56′ 20″ nord, 5° 06′ 24″ est    |       |
| Mur des fusillés                                                           | Valréas                     | Vaucluse                | Provence-Alpes-Côte d'Azur | inscrit    | « PA00082198 », notice no PA00082198 | 44° 22′ 58″ nord, 4° 59′ 15″ est    |       |
| Château de l'Audardière                                                    | Apremont                    | Vendée                  | Pays de la Loire           | inscrit    | « PA00110017 », notice no PA00110017 | 46° 43′ 54″ nord, 1° 45′ 36″ ouest  |       |
| Menhir de la Grand'Pierre                                                  | Commequiers                 | Vendée                  | Pays de la Loire           | inscrit    | « PA00110082 », notice no PA00110082 | 46° 46′ 25″ nord, 1° 51′ 51″ ouest  |       |
| Château de Landebaudière                                                   | La Gaubretière              | Vendée                  | Pays de la Loire           | inscrit    | « PA00110127 », notice no PA00110127 | 46° 56′ 47″ nord, 1° 04′ 16″ ouest  |       |
| Hôpital de La Roche-sur-Yon                                                | La Roche-sur-Yon            | Vendée                  | Pays de la Loire           | inscrit    | « PA00110213 », notice no PA00110213 | 46° 40′ 27″ nord, 1° 25′ 40″ ouest  |       |
| Église Saint-Étienne de Saint-Étienne-de-Brillouet                         | Saint-Étienne-de-Brillouet  | Vendée                  | Pays de la Loire           | inscrit    | « PA00110231 », notice no PA00110231 | 46° 31′ 27″ nord, 1° 00′ 00″ ouest  |       |
| Château de La Roche-Gençay                                                 | Magné                       | Vienne                  | Nouvelle-Aquitaine         | inscrit    | « PA00105517 », notice no PA00105517 | 46° 21′ 55″ nord, 0° 24′ 00″ est    |       |
| Tours Mirandes                                                             | Vendeuvre-du-Poitou         | Vienne                  | Nouvelle-Aquitaine         | classé     | « PA00105764 », notice no PA00105764 | 46° 44′ 24″ nord, 0° 17′ 38″ est    |       |
| Tour des Lombards                                                          | Fontenoy-le-Château         | Vosges                  | Grand Est                  | inscrit    | « PA00107168 », notice no PA00107168 | 47° 58′ 26″ nord, 6° 11′ 54″ est    |       |
| Hôtel de ville                                                             | Neufchâteau                 | Vosges                  | Grand Est                  | classé     | « PA00107214 », notice no PA00107214 | 48° 21′ 18″ nord, 5° 41′ 40″ est    |       |
| Château de Bois-le-Roi                                                     | Nailly                      | Yonne                   | Bourgogne-Franche-Comté    | inscrit    | « PA00113754 », notice no PA00113754 | 48° 13′ 10″ nord, 3° 13′ 09″ est    |       |
| Château de Saint-Maurice-Thizouaille                                       | Saint-Maurice-Thizouaille   | Yonne                   | Bourgogne-Franche-Comté    | inscrit    | « PA00113832 », notice no PA00113832 | 47° 49′ 59″ nord, 3° 21′ 50″ est    |       |
| Église Saint-Germain-de-Paris de La Celle-les-Bordes                       | La Celle-les-Bordes         | Yvelines                | Île-de-France              | inscrit    | « PA00087392 », notice no PA00087392 | 48° 38′ 15″ nord, 1° 57′ 13″ est    |       |
| Château d'Hanneucourt                                                      | Gargenville                 | Yvelines                | Île-de-France              | inscrit    | « PA00087442 », notice no PA00087442 | 48° 59′ 32″ nord, 1° 49′ 24″ est    |       |
| Chapelle Saint-Germain de Secqueval                                        | Guerville                   | Yvelines                | Île-de-France              | classé     | « PA00087448 », notice no PA00087448 | 48° 57′ 33″ nord, 1° 44′ 14″ est    |       |
| Propriété Juillard                                                         | Maisons-Laffitte            | Yvelines                | Île-de-France              | inscrit    | « PA00087507 », notice no PA00087507 | 48° 57′ 17″ nord, 2° 09′ 13″ est    |       |
| Les Caves du Nord                                                          | Maisons-Laffitte            | Yvelines                | Île-de-France              | classé     | « PA00087494 », notice no PA00087494 | 48° 57′ 26″ nord, 2° 08′ 05″ est    |       |
| Château de Noisy-le-Roi                                                    | Noisy-le-Roi                | Yvelines                | Île-de-France              | inscrit    | « PA00087555 », notice no PA00087555 | 48° 50′ 34″ nord, 2° 03′ 56″ est    |       |